# Biblioteca del seminario vescovile di Cremona
La Biblioteca del Seminario vescovile di Cremona ha avuto origine alla fine del XVI secolo a supporto della formazione dei chierici. Oggi è collocata nelle sale dell'ala est del Seminario, struttura collocata fuori città, fortemente voluta dal vescovo Geremia Bonomelli, che la inaugurò nel novembre del 1887. 

## Storia
Nell'anno 1566 il vescovo di Cremona Nicolò Sfondrati, ottemperando ai decreti del concilio di Trento, fondò presso la chiesa e l'ex monastero dei SS. Gabriele ed Ippolito il "collegio dei Clerici" o "seminario". Nel 1589, poco prima della sua nomina a pontefice (prenderà il nome di Gregorio XIV) lo trasferì in un edificio attiguo alla chiesa di Santa Margherita. Si può supporre che, sin dai primi decenni del Seminario, fosse presente una raccolta libraria circolante ad uso dei chierici e dei professori, oggi probabilmente identificabile con un nucleo di circa 40 volumi. Lo scarso sviluppo che la biblioteca ebbe nei primi decenni è probabilmente dovuto alla scelta del successore di Sfondrati, Cesare Speciano, che fondò in città un collegio retto dai Gesuiti, ai quali affidò la formazione dei chierici e donò la propria raccolta libraria a stampa, che perciò non colfluì in Seminario.
Il patrimonio librario, dunque, inizialmente modesto, andò man mano aumentando nei secoli successivi. Alla biblioteca venne destinato uno spazio che con il tempo accrebbe, anche in seguito a donazioni dei vescovi (Pietro Campori, Visconti, Settala, Litta) e dei sacerdoti (quali Michelangelo Cerri e Pietro Maria Ripari e Carlo Tessaroli). Ricchissimo, soprattutto, il lascito dell'arciprete di Soncino e poi di Sabbioneta, Ermenegildo Benvenuti, la cui preziosa "libreria" fu divisa tra il seminario e la biblioteca abbaziale di Casalmaggiore e in parte dispersa. Nei primi decenni del secolo XIX, il vescovo Omobono Offredi fece ristrutturare la biblioteca e ad essa donò la copiosissima libreria già appartenente alla sua nobile famiglia.
Per i vescovi più recenti, oltre ad alcuni volumi appartenuti a Geremia Bonomelli sono da ricordare i lasciti di Giovanni Cazzani, di Danio Bolognini, di Enrico Assi e di Giulio Nicolini. 
Nel frattempo, stimolati dai vescovi, anche diversi donatori laici - in primo luogo l'erudito cremonese Francesco Arisi (autore della Cremona Literata) - concorrevano ad arricchire le raccolte, offrendo incunaboli ed altre preziose edizioni. Tra gli altri si possono ricordare il medico Giovanni Sonsis, il marchese Nicolò Alessandro Magio, l'avvocato Francesco Calza.
La biblioteca è stata oggetto di diversi riordini e catalogazioni, che l'hanno interessata, dagli inizi dell'Ottocento fino ad oggi. La costruzione di una nuova sede, dedicata a S. Maria della Pace, fu voluta dal vescovo Bonomelli, nel 1887: la biblioteca venne trasferita in un ampio salone, sito al primo piano dell'ala sud. Tra i bibliotecari si annoverano il nome del sacerdote, insegnate e storico mons. Angelo Berenzi e quello di mons. Guido Rota, che intraprese una nuova catalogazione nella seconda metà degli anni '20 del Novecento. Negli anni '30 venne eseguita una revisione e ulteriore ricatalogazione del materiale secondo il sistema Staderini, ad opera dai chierici di Teologia, guidati da Francesco Pizzi, direttore della biblioteca governativa di Cremona. Con essa vennero approntati un catalogo alfabetico a schede e un catalogo topografico per la revisione e il controllo, ancora visibili oggi in biblioteca.

## Il presente
Nel 2004 sono iniziati i lavori di ristrutturazione dell'ala est del seminario, in passato utilizzata per scopi scolastici e residenziali. Sono stati allestiti due nuovi grandi ambienti, aperti al pubblico: al piano terra, una sala di consultazione e di lettura a piano terreno; al piano superiore, è stato sistemato un grande deposito, che raccoglie tutti i fondi di pregio, tra i quali quello dei manoscritti, degli incunaboli e dei volumi antichi.

## Patrimonio
Oggi la biblioteca conta oltre 130.000 volumi, comprendendo oltre 20 incunaboli, 1300 cinquecentine, 1400 volumi del '600, e circa 7000 del XVIII secolo.
La biblioteca possiede diversi fondi speciali, tra i quali un fondo librario e documentale Bonomelliano, un fondo miscellaneo cremonese ed un fondo librario delle edizioni manzoniane. Possiede anche un piccolo fondo fotografico, relativo alla storia del Seminario vescovile di Cremona. 